# Acanthophoenix rubra
Acanthophoenix rubra (Bory) H.Wendl., 1866 è una pianta della famiglia delle Arecacee, endemica delle isole Mascarene.

## Conservazione
La IUCN Red List classifica Acanthophoenix rubra come specie in pericolo critico di estinzione (Critically Endangered).